# سند (ردمان)

تعديل مصدري - تعديل

سند هي إحدى قرى عزلة ال عامر حوران بمديرية ردمان التابعة لمحافظة البيضاء، بلغ تعداد سكانها 46 نسمة حسب تعداد اليمن لعام 2004.